# Dieter Laser
Dieter Laser (Kiel, Alemanha, 17 de fevereiro de 1942 - 29 de fevereiro de 2020) foi um ator alemão.

## Biografia
Ator de longa carreira na Alemanha, tendo atuado em quase 70 filmes de cinema e TV. Em 1975, ganhou o prêmio de melhor ator no Deutscher Filmpreis, o mais importante prêmio do cinema alemão por sua atuação no filme John Glückstadt no papel-título.
Tornou-se conhecido em 2009 ao atuar no polêmico filme de terror The Human Centipede (First Sequence), no papel do demente médico cirurgião Dr. Heiter, que lhe rendeu o prêmio de melhor ator no Austin Fantastic Fest. Volta a trabalhar com o diretor neerlandês Tom Six no último filme da trilogia da Centopéia Humana, The Human Centipede 3 (Final Sequence), desta vez no papel de Bill Boss, diretor de um presídio.

## Filmografia parcial
- November: 2017
- The Human Centipede 3 (Final Sequence): 2015
- The Human Centipede (First Sequence): 2009
- Big Girls Don't Cry: 2002
- The Ogre: 1996
- John Glückstadt: 1975
- The Lost Honor of Katharina Blum: 1975

## Prêmios e indicações

### Prêmios
Deutscher Filmpreis
- Melhor ator: John Glückstadt (1975)[1]

 Austin Fantastic Fest
- Melhor ator: The Human Centipede (First Sequence) (2009)[2]

 Fright Meter Awards
- Melhor ator: The Human Centipede (First Sequence) (2010)[3]